# Église Notre-Dame de Smolensk de Saint-Pétersbourg

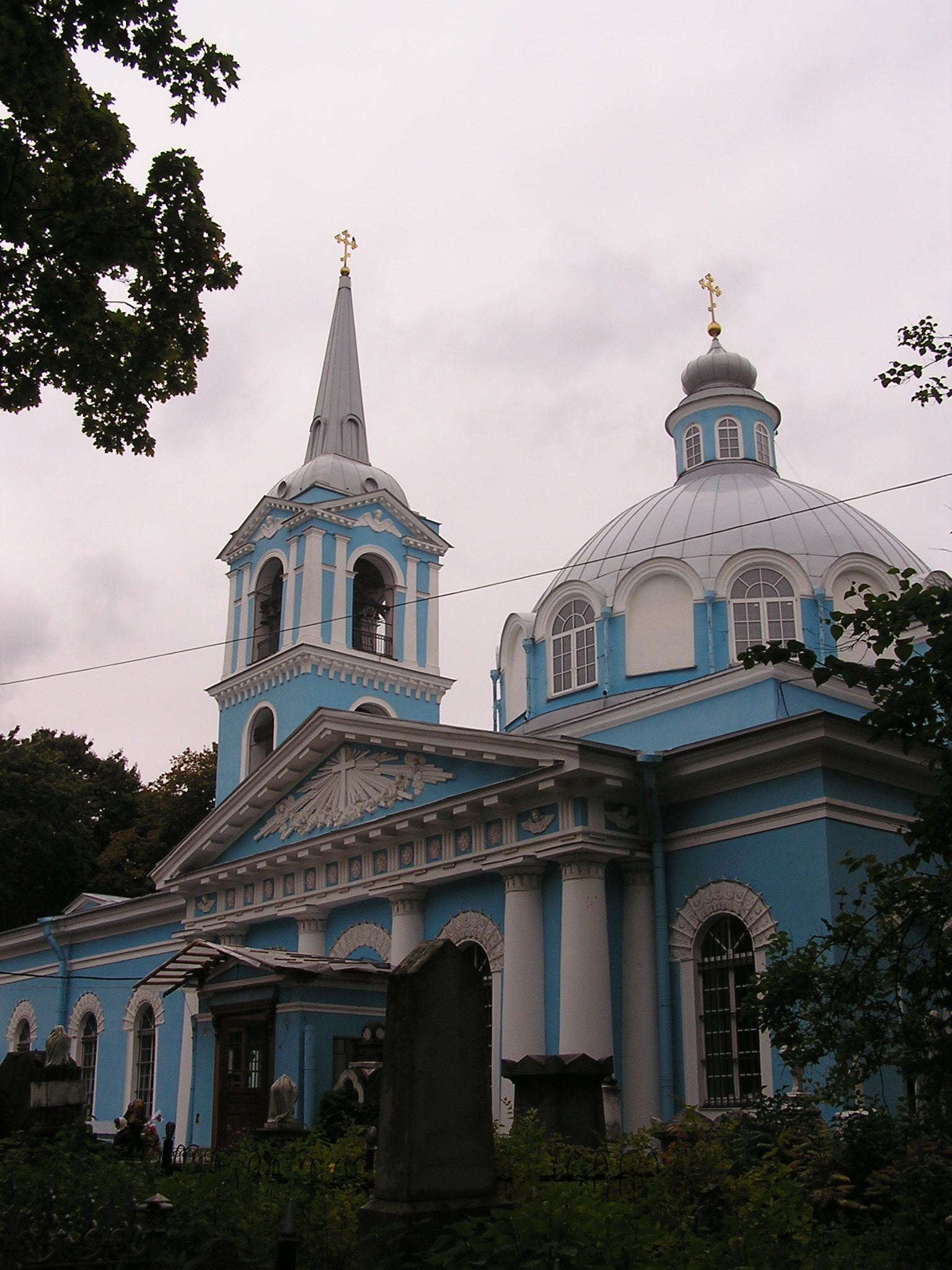
Vue de l'église.

L'église Notre-Dame de Smolensk (церковь Смоленской иконы Божией матери) est une petite église orthodoxe néoclassique située à Saint-Pétersbourg dans le cimetière orthodoxe de Smolensk, à l'île Vassilievski. Elle est vouée à l'icône de Notre-Dame de Smolensk.

## Histoire
L'église a été construite en 1790 par Alexeï Ivanov pour remplacer une ancienne église de bois construite en 1758. Un autel secondaire voué à saint Jean l'Évangéliste est consacrée en octobre 1790 et quelques jours plus tard l'autel principal de l'église est consacré.
L'église reçoit l'icône de Notre-Dame de Kazan en provenance de la cathédrale Notre-Dame-de-Kazan de Saint-Pétersbourg que les autorités avaient transformée en musée de l'athéisme, mais Notre-Dame de Smolensk est fermée à son tour en 1940. L'icône est alors transférée à la cathédrale Saint-Vladimir, où elle restera jusqu'au retour au culte de la cathédrale Notre-Dame-de-Kazan en 2001.
L'intérieur de l'église est saccagé après sa fermeture, mais les autorités permettent à nouveau son ouverture en 1947. Elle est solennellement consacrée le 8 mars. On y installe l'iconostase de l'église Saint-Jean-Baptiste (sur l'île de Pierre, ou île Kamenny) qui avait été fermée en 1938. Elle est agrandie en 1950 avec une nouvelle chapelle où l'on place l'un des iconostases de l'église Saint-Vladimir de la perspective Saint-Vladimir, fermée elle aussi.
L'église est surplombée d'un clocher à deux étages avec des pilastres de style corinthien et surmonté d'une flèche. Chacune des trois entrées est décorée d'un portique classique. La nef est couronnée d'une coupole dans le goût byzantin surmontée d'une lanterne à bulbe avec une croix.

## Galerie

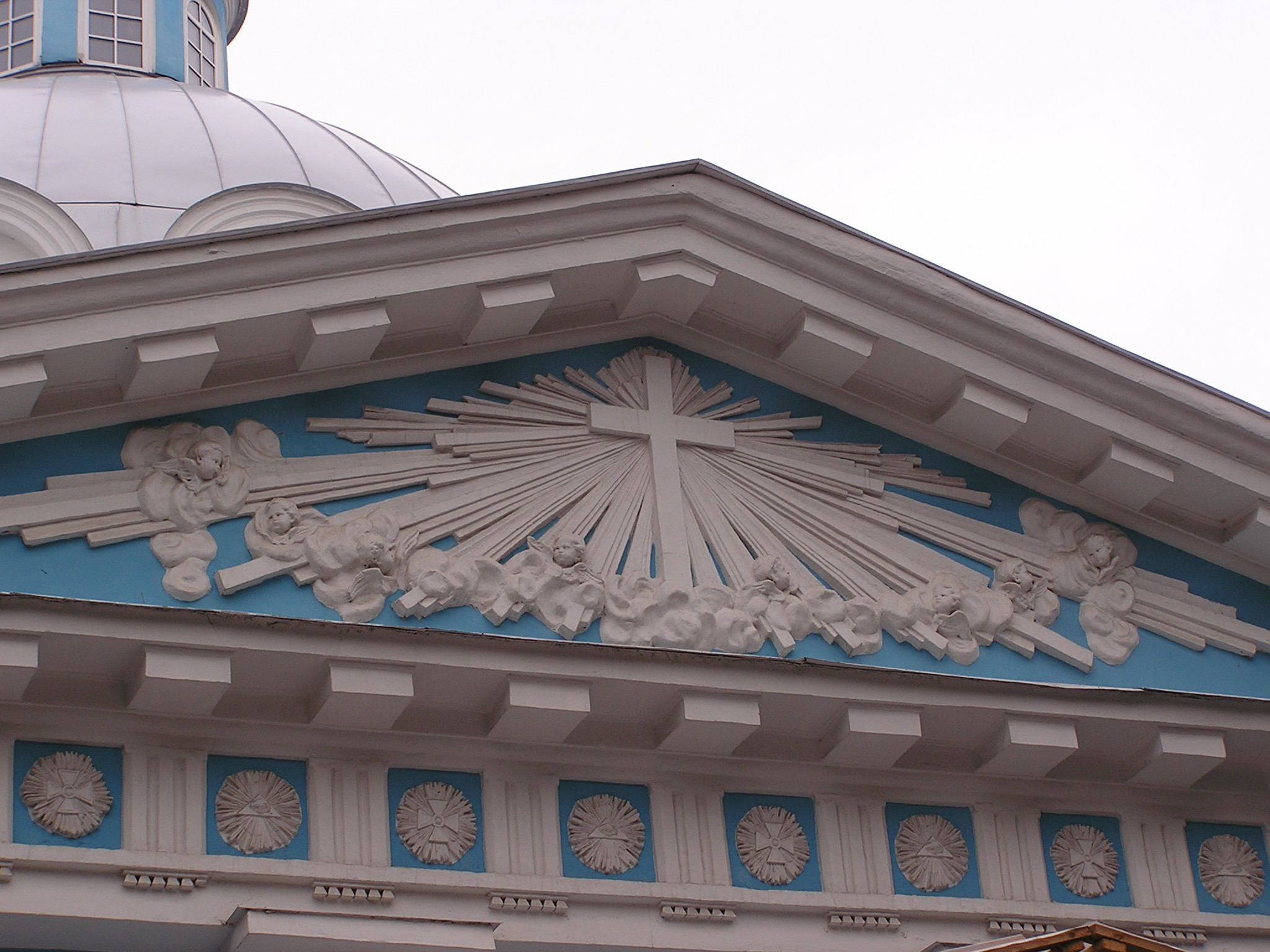
Vue du fronton de l'église
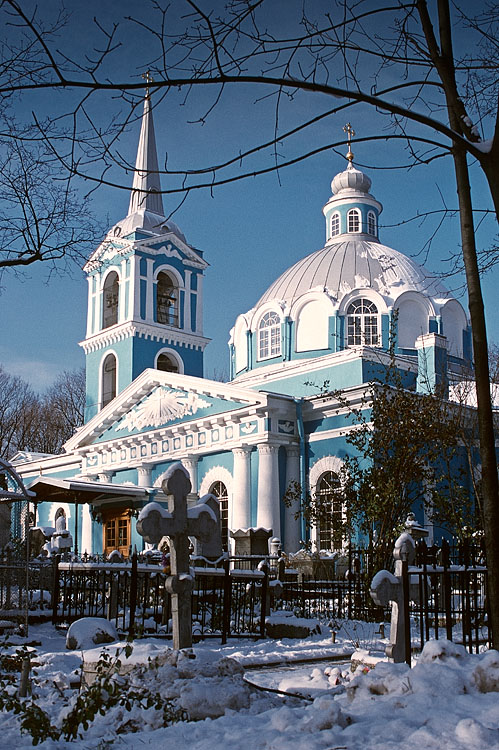
Vue de l'église en hiver